# Belgique aux Jeux mondiaux de 2025
La Belgique participe pour la 12e fois aux Jeux mondiaux lors de l'édition 2025 à Chengdu.
Les deux porte-drapeaux de la délégation belge sont la joueuse de korfbal Lisa Pauwels et Florian Bayili, participant aux épreuves de ju-jitsu.

## Bilan général
| Sport                | Médaille d'or | Médaille d'argent | Médaille de bronze | Total |
| -------------------- | ------------- | ----------------- | ------------------ | ----- |
| Gymnastique          | 2             | 0                 | 0                  | 2     |
| Roller               | 1             | 1                 | 2                  | 4     |
| Course d'orientation | 1             | 0                 | 0                  | 1     |
| Ju-jitsu             | 1             | 0                 | 0                  | 1     |
| Duathlon             | 0             | 1                 | 3                  | 4     |
| Korfbal              | 0             | 1                 | 1                  | 2     |
| Tir à la corde       | 0             | 1                 | 0                  | 1     |
| Force athlétique     | 0             | 1                 | 0                  | 1     |
| Total                | 5             | 5                 | 6                  | 16    |

| Jour    | Médaille d'or | Médaille d'argent | Médaille de bronze | Total |
| ------- | ------------- | ----------------- | ------------------ | ----- |
| 8 août  | 1             | -                 | -                  | 1     |
| 9 août  | 1             | -                 | -                  | 1     |
| 10 août | 1             | -                 | -                  | 1     |
| 11 août | 1             | 1                 | -                  | 2     |
| 12 août | -             | 2                 | -                  | 2     |
| 13 août | -             | -                 | -                  | -     |
| 14 août | 1             | 1                 | 2                  | 4     |
| 15 août | -             | 1                 | 2                  | 3     |
| 16 août | -             | -                 | -                  | -     |
| 17 août | -             | -                 | 2                  | 2     |
| Total   | 5             | 5                 | 6                  | 16    |

| Sexe   | Médaille d'or | Médaille d'argent | Médaille de bronze | Total |
| ------ | ------------- | ----------------- | ------------------ | ----- |
| Hommes | 3             | 1                 | 1                  | 5     |
| Femmes | 2             | 2                 | 3                  | 7     |
| Mixte  | -             | 2                 | 2                  | 4     |
| Total  | 5             | 5                 | 6                  | 16    |

## Médaillés
Liste des médaillés belges lors des Jeux mondiaux de 2025
| Sport                | Discipline              | Athlète(s)                     | Performance                 | Date    |
| -------------------- | ----------------------- | ------------------------------ | --------------------------- | ------- |
| Gymnastique          | Gymnastique acrobatique | Silke Macharis Maysae Bouhouch | 28,620 pts                  | 8 août  |
| Gymnastique          | Trampoline              | Brent Deklerck                 | 26,800 pts                  | 9 août  |
| Course d'orientation | Sprint                  | Yannick Michiels               | 14 min 59 s                 | 10 août |
| Ju-jitsu             | Ne-waza 69 kg hommes    | Florian Bayili                 | Mohamed Ali Alsuwaidi V 0-0 | 11 août |
| Roller               | Sprint 500 m femmes     | Fran Vanhoutte                 | 44,231 s                    | 14 août |

| Sport            | Discipline                          | Athlète(s)                                 | Performance      | Date    |
| ---------------- | ----------------------------------- | ------------------------------------------ | ---------------- | ------- |
| Tir à la corde   | Mixte (580 kg)                      | Équipe mixte de Belgique de tir à la corde | Suisse D 3-0     | 11 août |
| Roller           | Route sprint 1 tour femmes          | Fran Vanhoutte                             | 38,155 s         | 12 août |
| korfbal          | Tournoi indoor                      | Équipe de Belgique de korfbal              | Pays-Bas D 23-16 | 12 août |
| Duathlon         | Individuel hommes                   | Arnaud Dely                                | 1 h 14 min 23 s  | 14 août |
| Force athlétique | Classique poids super-lourds femmes | Sonita Muluh                               | 122,57 pts       | 15 août |

| Sport    | Discipline                    | Athlète(s)                          | Performance     | Date    |
| -------- | ----------------------------- | ----------------------------------- | --------------- | ------- |
| Duathlon | Individuel hommes             | Vincent Bierinckx                   | 1 h 14 min 33 s | 14 août |
| Roller   | 200 m contre-la-montre femmes | Fran Vanhoutte                      | 18,773 s        | 14 août |
| Duathlon | Individuel femmes             | Jeanne Dupont                       | 1 h 25 min 58 s | 15 août |
| Roller   | Sprint 1000 m femmes          | Fran Vanhoutte                      | 1 min 27 s 291  | 15 août |
| Duathlon | Relais mixte                  | Arnaud Dely Jeanne Dupont           | 1 h 19 min 24 s | 17 août |
| korfbal  | Beach korfbal                 | Équipe de Belgique de beach korfbal | Hongrie V 5-10  | 17 août |

## Résultats

### Duathlon
| Athlète                         | Compétition       | Finale / Classement | Finale / Classement |
| Athlète                         | Compétition       | Temps               | Rang                |
| ------------------------------- | ----------------- | ------------------- | ------------------- |
| Arnaud Dely                     | Individuel hommes | 1 h 14 min 23 s     | Médaille d'argent   |
| Vincent Bierinckx               | Individuel hommes | 1 h 14 min 33 s     | Médaille de bronze  |
| Thibaut De Smet                 | Individuel hommes | 1 h 15 min 5 s      | 4e                  |
| Jeanne Dupont                   | Individuel femmes | 1 h 25 min 58 s     | Médaille de bronze  |
| Lisa Isebaert                   | Individuel femmes | 1 h 27 min 19 s     | 4e                  |
| Eléonore Hiller                 | Individuel femmes | 1 h 31 min 4 s      | 12e                 |
| Arnaud Dely Jeanne Dupont       | Par équipe mixte  | 1 h 19 min 24 s     | Médaille de bronze  |
| Vincent Bierinckx Lisa Isebaert | Par équipe mixte  | 1 h 20 min 19 s     | 5e                  |
| Thibaut De Smet Eléonore Hiller | Par équipe mixte  | Abandon             | Abandon             |

### Course d'orientation
| Athlète          | Compétition             | Finale / Classement | Finale / Classement |
| Athlète          | Compétition             | Temps               | Rang                |
| ---------------- | ----------------------- | ------------------- | ------------------- |
| Yannick Michiels | Sprint hommes           | 14 min 59 s         | Médaille d'or       |
| Yannick Michiels | Moyenne distance hommes | 53 min 40 s         | 8e                  |
| Tille De Smul    | Sprint femmes           | 17 min 46 s         | 10e                 |
| Tille De Smul    | Moyenne distance femmes | 58 min 9 s          | 18e                 |

### Gymnastique
| Athlète                        | Compétition    | Qualification | Qualification | Qualification | Qualification | finale / Classement | finale / Classement |
| Athlète                        | Compétition    | Points        | Points        | Total         | Rang          | Points              | Rang                |
| ------------------------------ | -------------- | ------------- | ------------- | ------------- | ------------- | ------------------- | ------------------- |
| Silke Macharis Maysae Bouhouch | Paire féminine | 28,270 pts    | 27,630 pts    | 55,900 pts    | 1er           | 28,620 pts          | Médaille d'or       |

| Athlète        | Compétition                   | Qualification | Qualification | Demi-finale                                     | Finale / Petite finale                         | Rang          |
| Athlète        | Compétition                   | Points        | Rang          | Demi-finale                                     | Finale / Petite finale                         | Rang          |
| -------------- | ----------------------------- | ------------- | ------------- | ----------------------------------------------- | ---------------------------------------------- | ------------- |
| Brent Deklerck | Trampoline double-mini hommes | 55,900 pts    | 3e            | 28,600 pts vs Troy Sitkowski 28,100 pts         | 26,800 pts vs Omo Aikeremiokha 25,900 pts      | Médaille d'or |
| Lani Spiessens | Tumbling femmes               | 48,200 pts    | 4e            | 24,100 pts vs Candy Briere-Vetillard 25,400 pts | 24,900 pts vs Alexandra Efraimoglou 25,700 pts | 4e            |

### Ju-jitsu
| Athlète        | Compétition          | Phase de groupe          | Phase de groupe         | Phase de groupe | Demi-finale           | Finale / Petite finale      | Rang          |
| Athlète        | Compétition          | Adversaire               | Adversaire              | Rang            | Demi-finale           | Finale / Petite finale      | Rang          |
| -------------- | -------------------- | ------------------------ | ----------------------- | --------------- | --------------------- | --------------------------- | ------------- |
| Florian Bayili | Ne-waza 69 kg hommes | Nurzhan Batyrbekov V 0-0 | Kostiantyn Shutko V 0-2 | 1er             | Seong Hyeon Joo V 2-2 | Mohamed Ali Alsuwaidi V 0-0 | Médaille d'or |

| Athlète        | Compétition         | Huitième de finale   | Quart de finale             | Demi-finale | Finale / Petite finale | Rang |
| -------------- | ------------------- | -------------------- | --------------------------- | ----------- | ---------------------- | ---- |
| Florian Bayili | Ne-waza open hommes | Hee Seoung Kim V 2-0 | Mohamed Ali Alsuwaidi D 6-4 | Éliminé     | Éliminé                | 5e   |

| Athlète                     | Compétition | Qualification | Qualification | Qualification | Qualification | Qualification | Demi-Finale | Finale / Petite finale | Rang |
| Athlète                     | Compétition | Points        | Points        | Points        | Total         | Rang          | Demi-Finale | Finale / Petite finale | Rang |
| --------------------------- | ----------- | ------------- | ------------- | ------------- | ------------- | ------------- | ----------- | ---------------------- | ---- |
| Loane Collie Morgan Rapilly | Duo mixte   | 125 pts       | 113 pts       | 153 pts       | 391 pts       | 5e            | Éliminés    | Éliminés               | 5e   |

### Korfbal
| Épreuve        | Phase de groupe  | Phase de groupe   | Phase de groupe  | Phase de groupe | Quart de finale        | Demi-finale      | Finale / MB      | Rang               |
| Épreuve        | Adversaire Score | Adversaire Score  | Adversaire Score | Rang            | Adversaire Score       | Adversaire Score | Adversaire Score | Rang               |
| -------------- | ---------------- | ----------------- | ---------------- | --------------- | ---------------------- | ---------------- | ---------------- | ------------------ |
| Tournoi indoor | Tchéquie V 26-10 | Allemagne V 27-14 | Suriname V 11-15 | 1er             | Pas de quart de finale | Taïwan V 19-13   | Pays-Bas D 23-16 | Médaille d'argent  |
| Beach Korfbal  | Pologne V 6-16   | Pays-Bas D 11-4   | Australie V 15-3 | 2e              | Chine V 2-13           | Taïwan D 8-7     | Hongrie V 5-10   | Médaille de bronze |

### Roller
| Athlète        | Compétition                   | Qualifications | Qualifications | Demi-finale    | Demi-finale | Finale / Finale B | Rang               |
| Athlète        | Compétition                   | Temps          | Rang           | Temps          | Rang        | Finale / Finale B | Rang               |
| -------------- | ----------------------------- | -------------- | -------------- | -------------- | ----------- | ----------------- | ------------------ |
| Fran Vanhoutte | Sprint 1 tour femmes          | 36,087 s       | 2e             | 37,058 s       | 1er         | 38,155 s          | Médaille d'argent  |
| Fran Vanhoutte | Sprint 100 m femmes           | 11,358 s       | 9e             | 11,292 s       | 8e          | Éliminée          | Éliminée           |
| Fran Vanhoutte | Sprint 500 m femmes           | 44,391 s       | 1er            | 44,906 s       | 1er         | 44,231 s          | Médaille d'or      |
| Fran Vanhoutte | Sprint 1000 m femmes          | 1 min 27 s 102 | 1er            | 1 min 26 s 006 | 2e          | 1 min 27 s 291    | Médaille de bronze |
| Fran Vanhoutte | 200 m contre-la-montre femmes | 18,945 s       | 2e             | NC             | NC          | 18,773 s          | Médaille de bronze |
| Jorun Geerts   | Sprint 1000 m femmes          | 1 min 27 s 199 | 5e             | 1 min 27 s 736 | 11e         | Éliminée          | 11e                |
| Jorun Geerts   | 15000 m femmes                | NC             | NC             | NC             | NC          | NC                | 10e                |

| Athlète      | Compétition                   | Finale / Classement | Finale / Classement |
| Athlète      | Compétition                   | Performance         | Rang                |
| ------------ | ----------------------------- | ------------------- | ------------------- |
| Jorun Geerts | 5000 m à points femmes        | 3 pts               | 6e                  |
| Jorun Geerts | 10000 m à points femmes       | 2 pts               | 9e                  |
| Jorun Geerts | 10000 m à éliminations femmes | NC                  | 10e                 |

### Tir à la corde
| Épreuve         | Phase de groupe  | Phase de groupe   | Phase de groupe  | Phase de groupe  | Phase de groupe  | Phase de groupe | Demi-finale       | Finale / MB      | Rang              |
| Épreuve         | Adversaire Score | Adversaire Score  | Adversaire Score | Adversaire Score | Adversaire Score | Rang            | Adversaire Score  | Adversaire Score | Rang              |
| --------------- | ---------------- | ----------------- | ---------------- | ---------------- | ---------------- | --------------- | ----------------- | ---------------- | ----------------- |
| Hommes (640 kg) | Suisse N 1-1     | Royaume-Uni D 3-0 | Taïwan V 0-3     | Allemagne D 3-0  | Pays-Bas V 0-3   | 3e              | Royaume-Uni D 3-0 | Allemagne D 2-1  | 4e                |
| Mixte (580 kg)  | Pays-Bas V 0-3   | Suisse N 1-1      | Italie V 0-3     | Allemagne V 3-0  | Taïwan V 3-0     | 2e              | Allemagne V 3-0   | Suisse D 3-0     | Médaille d'argent |